# Marco Wölfli
Marco Wölfli (Grenchen, 22 augustus 1982) is een Zwitsers-Italiaans voormalig professioneel voetballer die speelde als doelman. Tussen 1999 en 2020 speelde hij voor Young Boys, afgezien van een korte verhuurperiode bij FC Thun. Wölfli maakte in 2008 zijn debuut in het Zwitsers voetbalelftal en speelde uiteindelijk elf interlands.

## Clubcarrière
Wölfli doorliep de jeugdopleiding van BSC Young Boys en brak ook door bij die club, maar na drie jaar verkaste hij op huurbasis naar FC Thun, omdat hij daar meer aan speeltijd toe zou komen. Hij speelde veertien wedstrijden voor Thun en keerde daarop terug naar Young Boys, waar hij vanaf dat moment een vaste basisplaats kreeg. In april 2019 zette club en speler hun handtekening onder een contractverlenging tot medio 2020. Aan het einde van het seizoen 2019/20 zette de doelman een punt achter zijn carrière.

## Interlandcarrière
Wölfli maakte zijn debuut in het Zwitsers voetbalelftal op 19 november 2008, toen er met 1–0 gewonnen werd van Finland. Van bondscoach Ottmar Hitzfeld mocht de doelman in de basis beginnen en de gehele wedstrijd meespelen.
| Interlands van Marco Wölfli voor Zwitserland | Interlands van Marco Wölfli voor Zwitserland | Interlands van Marco Wölfli voor Zwitserland | Interlands van Marco Wölfli voor Zwitserland | Interlands van Marco Wölfli voor Zwitserland | Interlands van Marco Wölfli voor Zwitserland | Interlands van Marco Wölfli voor Zwitserland |
| №                                            | Datum                                        | Wedstrijd                                    | Uitslag                                      | Competitie                                   | Goals                                        |                                              |
| Als speler bij Young Boys                    | Als speler bij Young Boys                    | Als speler bij Young Boys                    | Als speler bij Young Boys                    | Als speler bij Young Boys                    | Als speler bij Young Boys                    | Als speler bij Young Boys                    |
| -------------------------------------------- | -------------------------------------------- | -------------------------------------------- | -------------------------------------------- | -------------------------------------------- | -------------------------------------------- | -------------------------------------------- |
| 1                                            | 19 november 2008                             | Zwitserland – Finland                        | 1 – 0                                        | Vriendschappelijk                            |                                              |                                              |
| 2                                            | 11 februari 2009                             | Zwitserland – Bulgarije                      | 1 – 1                                        | Vriendschappelijk                            |                                              |                                              |
| 3                                            | 14 oktober 2009                              | Zwitserland – Israël                         | 0 – 0                                        | WK 2010 kwalificatie                         |                                              |                                              |
| 4                                            | 3 maart 2010                                 | Zwitserland – Uruguay                        | 1 – 3                                        | Vriendschappelijk                            |                                              |                                              |
| 5                                            | 5 juni 2010                                  | Zwitserland – Italië                         | 1 – 1                                        | Vriendschappelijk                            |                                              |                                              |
| 6                                            | 3 september 2010                             | Zwitserland – Australië                      | 0 – 0                                        | Vriendschappelijk                            |                                              |                                              |
| 7                                            | 8 oktober 2010                               | Montenegro – Zwitserland                     | 1 – 0                                        | EK 2012 kwalificatie                         |                                              |                                              |
| 8                                            | 12 november 2010                             | Zwitserland – Wales                          | 4 – 1                                        | EK 2012 kwalificatie                         |                                              |                                              |
| 9                                            | 17 november 2010                             | Zwitserland – Oekraïne                       | 2 – 2                                        | Vriendschappelijk                            |                                              |                                              |
| 10                                           | 26 maart 2011                                | Bulgarije – Zwitserland                      | 0 – 0                                        | EK 2012 kwalificatie                         |                                              |                                              |
| 11                                           | 29 februari 2012                             | Zwitserland – Argentinië                     | 1 – 3                                        | Vriendschappelijk                            |                                              |                                              |